# Bes (divinità)

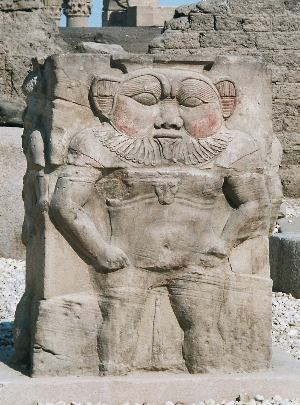
Raffigurazione di Bes tra le rovine di Dendera, Egitto.

Bes è una divinità egizia appartenente alla religione dell'antico Egitto.

## Storia
Fin dal periodo arcaico erano venerati diversi demoni nani con il compito di scongiurare le sciagure, che potevano essere rappresentati coperti da pelli di leoni o ne portavano la coda e le orecchie.
Nel Medio Regno, Bes si era affermato in tutto l'Egitto come divinità protettrice da malocchio e dalle forze del male e dio della casa, come dio della musica, guaritore e protettore del sonno, della fertilità e del matrimonio, ed era raffigurato con le sue smorfie e linguacce su moltissimi oggetti di uso domestico, dai vasi per cosmetici alle testiere dei letti.
Durante il Nuovo Regno fino all'eresia di Akhenaton fu rappresentato alato, oppure mentre porta sulle spalle il dio Harmakis ancora piccolo, o ancora nell'atto di fuoriuscire da un fior di loto.

## Rappresentazione e culto
Bes veniva rappresentato nano, spesso vecchio, con gambe arcuate, ornato di piume di struzzo e con la coda.
Questa divinità porta spesso in mano delle "armi" con cui scacciare gli spiriti maligni: il Sa (il nodo della fortuna), un coltello corto o degli strumenti musicali.
Era infatti anche associato ai divertimenti ed era patrono delle danzatrici, assisteva le donne durante il parto e vigilava sui neonati.
Nonostante il suo aspetto demoniaco, il dio Bes era associato a protezione, gioia, fertilità e cura. Per il suo culto si utilizzavano i cosiddetti "vasi di Bes". Questi contenitori ceramici, decorati con la sua effigie, erano diffusi fin dal tempo del Nuovo Regno (XVI-XI sec. a.C.). La FTIR con radiazione di sincrotrone, analisi metabolomiche e proteomiche, associate al sequenziamento del DNA vegetale dei campioni vegetali prelevati da uno di questi vasi hanno evidenziato la presenza di Peganum harmala, la ruta siriana, di Nymphaea nouchali var. caerulea, il fiore di loto blu, e di una specie non meglio descritta appartenente al genere Cleome. Si tratta di vegetali con proprietà psicotrope e medicinali note fin dall'antichità che evidenziano l'utilizzo di queste sostanze all'interno dei rituali per questa divinità pagana.
Nel mondo romano si ritrovano sue immagini collegate al culto di Iside.

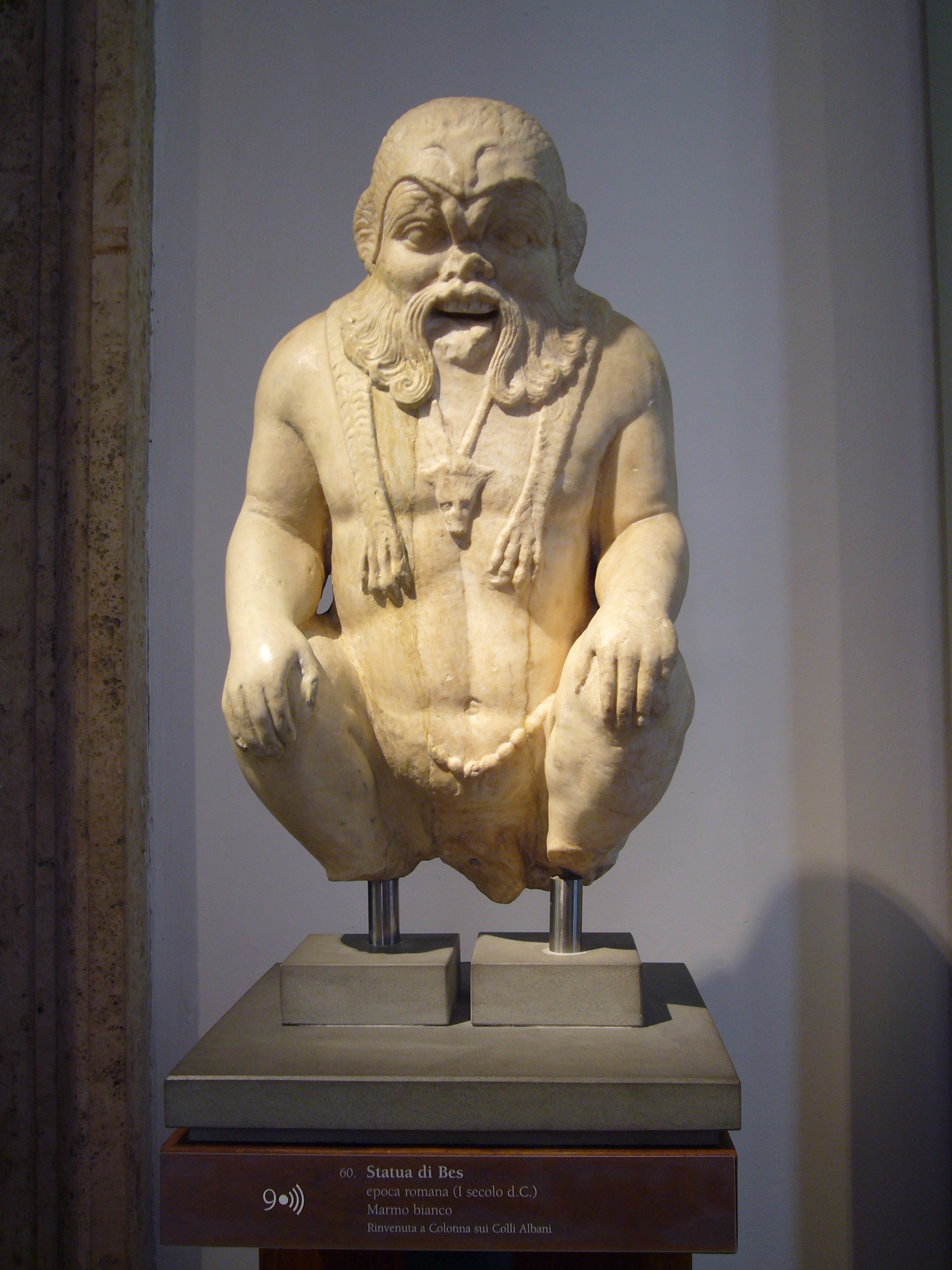
Statua di Bes proveniente da una villa romana sui Colli Albani in comune di Colonna
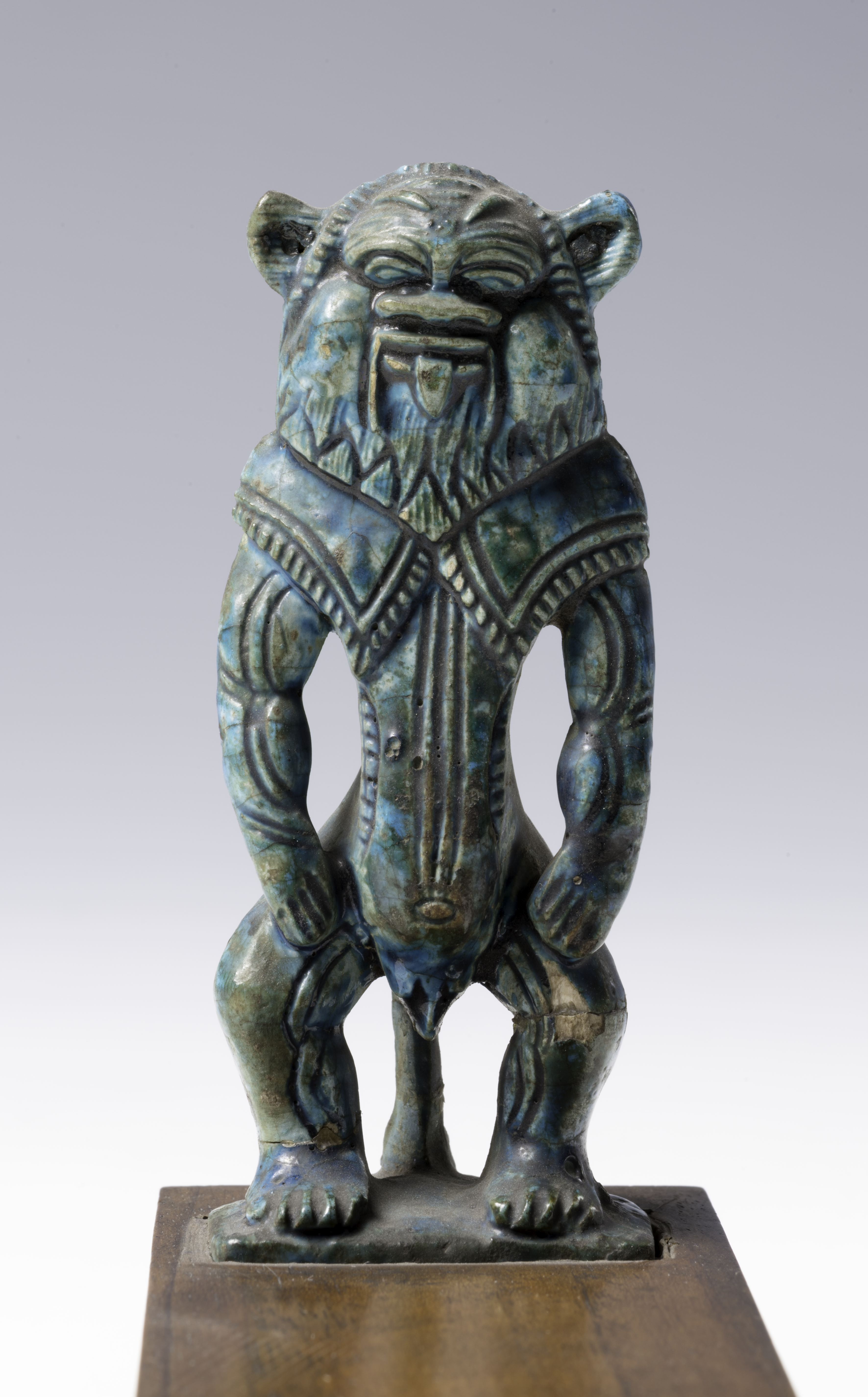
Amuleto raffigurante il dio Bes, faience egizia blu, tra il 1540 e il 1076 a.C. Nuovo Regno. Museo egizio di Torino.
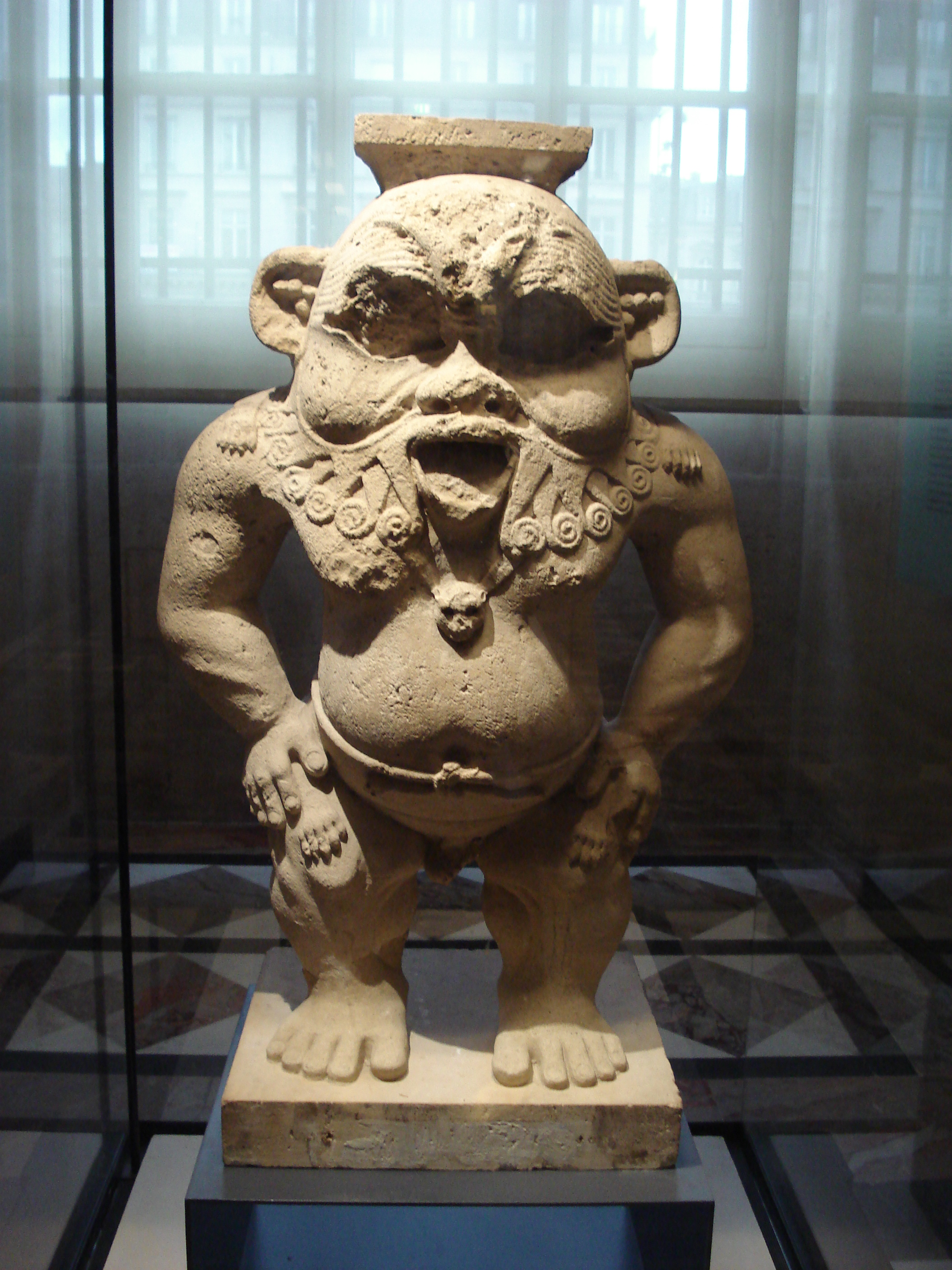
Statuetta di Bes (Museo del Louvre, Parigi)